# Veteranen-Denkzeichen
Das Veteranen-Denkzeichen wurde am 30. Juni 1848 von König Maximilian II. Joseph von Bayern für Soldaten des bayerischen Heeres gestiftet, die an den Feldzügen innerhalb der Jahre 1790 bis 1813 teilgenommen hatten.
Auf den Kreuzarmen von oben nach unten die Inschrift MAX II KÖNIG VON BAYERN. Rückseitig DEN VETERANEN DES BAYER HEERES. Mittig sind im Medaillon die bayerischen Wecken umgeben von einem Eichenkranz. Hinten auf Rautengrund ein nach links schreitender gekrönter Löwe mit Schwert und Zepter. Das Ganze ist von einem Eichenkranz umgeben.
Getragen wurde die Auszeichnung an einem hellblauen Band mit karmoisinroten Seitenstreifen auf der linken Brust.